# Why Is Everyone So Mad/London Town
Why Is Everyone So Mad/London Town è un singolo di Guido De Angelis e Maurizio De Angelis, pubblicato con lo pseudonimo Oliver Onions dalla RCA Italiana nell'ottobre 1974.

## Why Is Everyone So Mad
Why Is Everyone So Mad è un brano scritto da Susan Duncan Smith su musica Guido e Maurizio De Angelis. Il brano fu utilizzato come colonna sonora del film  Anche gli angeli tirano di destro, diretto da E.B. Clucher e interpretato da Bud Spencer e Giuliano Gemma.

## London Town
London Town è la canzone pubblicata sul lato B del singolo, scritta dagli stessi autori, sigla della miniserie televisiva della RAI Dedicato ad una coppia, diretto da Dante Guardamagna. Il brano è stato incluso nell' LP See You Later

## Edizioni
Il singolo è stato pubblicato anche in Germania, con una differente copertina